# Carinacea
Carinacea é uma infraclasse de equinodermes pertencente à subclasse de ouriços-do-mar modernos Euechinoidea.

## Descrição
Esta infraclasse foi estabelecida por Kroh & Smith em 2010 para reunir os ouriços-do-mar regulares com dentes incurvados, dos quais derivam os Irregularia.

## Taxonomia
A infraclasse Carinacea inclui as seguintes ordens:
- Super-ordem Calycina
  - Ordem Phymosomatoida †
  - Ordem Salenioida
- Super-ordem Echinacea
  - Ordem Arbacioida (Gregory, 1900)
  - Ordem Camarodonta (Jackson, 1912)
  - Ordem Stomopneustoida (Kroh & Smith, 2010)
  - Família Glyphopneustidae  Smith & Wright, 1993 †
- Família Hemicidaridae Wright, 1857 †
- Família Orthopsidae Duncan, 1889 †
- Família Pseudodiadematidae Pomel, 1883 †